# Muhan dojeon
Muhan dojeon (무한도전?, 無限挑戰?, abbreviato in 무도?, MudoLR, internazionalmente noto come Infinite Challenge) è un programma di intrattenimento televisivo sudcoreano, distribuito da MBC.
A gennaio 2013 deteneva lo share maggiore per la sua fascia oraria, il sabato sera.
Ha mantenuto lo stesso orario, dalla prima messa in onda nel 2005. Dal 2009 dura circa 75 minuti, esclusi dieci minuti di pubblicità. Le repliche vengono trasmesse spesso anche su diversi canali via cavo coreani. Dal 19 febbraio 2011 (episodio 237), il programma è andato in onda in alta definizione. Muhan dojeon è stato chiamato "lo spettacolo di varietà nazionale" e "il primo varietà della Corea" per aver avuto successo per oltre dieci anni.
Nel marzo 2018 è stato annunciato che, in seguito al ritiro del produttore principale Kim Tae-ho, tutti i membri del cast si sarebbero dimessi dallo spettacolo ponendo fine al programma. L'ultimo episodio è andato in onda il 31 marzo 2018, ma il programma è continuato per altre 3 settimane con uno speciale di riepilogo che ripercorre il programma nei suoi anni.

## Contenuti
Muhan dojeon è riconosciuto come il primo programma "Real-Variety" nella storia della televisione coreana. Il programma è in gran parte senza sceneggiatura, girato quasi in segreto e ha seguito un format simile ai reality basati su sfide. Le sfide sono spesso assurde o impossibili da raggiungere, quindi il programma assume l'aspetto comico di un variety show piuttosto che di un reality o di un programma di competizioni. Negli episodi iniziali, i sei conduttori e lo staff dello show proclamavano continuamente che, per raggiungere i suoi scopi comici, il programma doveva essere "3-D": Dirty, Dangerous and Difficult ("Sporco, pericoloso e difficile"). Dà alle persone divertimento provare cose che sembrano impossibili.

### Eventi nazionali
Alcuni segmenti di Muhan dojeon, per questo, sono cresciuti e sono diventati un evento nazionale dove è stato coinvolto attivamente anche il pubblico. Fra questi vari eventi musicali, sociali e sportivi a livello nazionale, grazie anche all'aiuto di ospiti famosi dei vari settori. Ad esempio alcuni membri del cast, nel particolare Yoo Jae-suk, Park Myeong-su, Jeong Jun-ha, Jeong Hyeong-don, Noh Hong-chul, Haha e Gil sono apparsi nei due video musicali di Psy: Gangnam Style e Gentleman. Memorabili sono il discotecaro vestito di giallo e il pazzo dell'ascensore.

## Storia
Muhan dojeon, che è andato in onda per la prima volta il 6 maggio 2006, è il primo vero programma di varietà della Corea. Con il successo del programma, anche altre emittenti hanno prodotto veri e propri programmi di varietà. Il vantaggio di questi format era quello di mostrare che anche le celebrità, di solito viste come persone speciali e irraggiungibili, sono in realtà persone comuni.

### Stagione 1
Il titolo della stagione 1 era Rash Challenge (무모한 도전). Guidati da Yoo Jae-suk, sei o più intrattenitori coreani (con Noh Hong-chul e Jeong Hyeong-don come membri regolari) hanno cercato di completare una missione `` sportiva in uno studio all'aperto. Alcune delle sfide assurde includevano correre in un pedalò a forma di cigno a piedi contro una barca a motore, giocare una partita di tennis contro Maria Sharapova, apparire dal vivo sul palco di una sfilata di moda pubblica e giocare a calcio contro Thierry Henry. Gran parte del divertimento derivava dal fatto che il cast generalmente non era per niente adatto alle sfide che tentavano. Questo format è durato solo dal 23 aprile 2005 al 22 ottobre 2005. Nonostante abbia ottenuto un forte seguito, lo share era molto basso (circa il 5%). A causa del suo tema sportivo, le repliche della Stagione 1 e gli episodi legati allo sport della Stagione 4 (es. gli episodi di WM7) venivano spesso trasmessi anche su MBC Sportsplus, la rete satellitare e via cavo di MBC di contenuti sportivi.

### Stagione 2 e 3
Dal 29 ottobre 2005 al 30 aprile 2006, la stagione 2 è stata intitolata Excessive Challenge (무리한 도전). Per i primi episodi, il programma era abbastanza simile alla prima stagione. Tuttavia, poiché i membri del cast volevano ridefinire i loro personaggi, hanno deciso di cambiare l'intero concetto del programma, chiamandolo Muhan dojeon - Master of Quiz nella terza stagione. Da allora, sei ospiti (con Yoo Jae-suk come "padrone di casa") hanno iniziato a giocare a un gioco di lettere coreane chiamato "Ah-ha"; si sfidavano sulla loro cultura generale e potere mentale; partecipavano a sondaggi di popolarità on-line su temi specifici ed esploravano altre caratteristiche comiche dei loro personaggi. Sebbene lo share medio fosse basso, l'unità e la dinamica dei membri erano migliorate in modo significativo. Un membro del cast della prima stagione, Park Myeong-su, è tornato come co-conduttore e anche Haha e Jeong Jun-ha sono diventati co-conduttori del programma.

### Stagione 4
Il 6 maggio 2006 la quarta e ultima stagione del programma battezzò il format finale, intitolando il programma semplicemente Sfida infinita (무한 도전). Un'attenzione speciale al campionato mondiale di calcio è stata presentata per l'intero mese di giugno 2006, insieme ad alcuni speciali "Ah-ha" (con gli Shinhwa, per esempio) all'inizio di ogni episodio. Tuttavia, l'8 luglio 2006, il programma ha compiuto il suo memorabile primo passo come il primo programma televisivo "Real-Variety" nella storia della televisione coreana, con la messa in onda di un segmento chiamato "Per favore, vieni presto": ai sei membri è stato chiesto di presentarsi alle riprese in orario o in anticipo altrimenti avrebbero sperimentato qualche forma di punizione (일찍 와주길 바래, una parte della serie 'Per favore, sii…' vedi sotto). Da allora in poi, il programma ha creato sfide per quanto riguarda tutto ciò che riguarda la vita reale (escluse alcune questioni critiche come le religioni e le preferenze sessuali), negli studi all'aperto, facendo pochissimo uso di recitazione o sceneggiatura. Dal 2 dicembre 2006, il programma ha ricevuto lo share più alto del palinsesto prime time del sabato sera.
Nel gennaio 2012, il programma ha preso una pausa di 6 mesi a causa di uno sciopero dei lavoratori condotto dai giornalisti e dai produttori di MBC. Durante questo periodo, non sono stati prodotti nuovi episodi e sono state dunque mandate in onda le repliche degli episodi precedenti. Nel novembre 2015, Muhan dojeon ha organizzato una mostra ed esposizione speciale dal titolo "Muhan dojeon Expo", a KINTEX. Il programma ha preso una pausa di 7 settimane dalla trasmissione all'inizio del 2017, poiché Kim Tae-ho, il principale regista, ha voluto normalizzare il processo di produzione che era stato notevolmente ridotto nei tempi, mettendo quindi troppa pressione al team di produzione. Il programma, infatti, richiedeva molta preparazione ed organizzazione nei giorni prima della messa in onda.
Il programma ha preso un'altra pausa di 10 settimane dal 9 settembre 2017, a causa di uno sciopero dei lavoratori da parte dei giornalisti e dei produttori di MBC. Durante lo sciopero, i nuovi episodi non sono stati trasmessi e sono state trasmesse le repliche di episodi precedenti. Lo sciopero è terminato il 13 novembre e Muhan dojeon è tornato alla regolare messa in onda il 25 novembre. A marzo 2018, il programma si è concluso con il ritiro di Kim Tae-ho, il produttore principale, a cui hanno fatto seguito i membri. Tuttavia, dopo che l'ultimo episodio è stato trasmesso, il programma è tornato per altre 3 settimane in cui sono stati trasmessi speciali riepilogativi che rendono omaggio ai risultati del programma chiamato "13 anni di sabato".

## Premi e candidature
| Anno | Premio                                         | Categoria                                           | Candidati                                                                     | Risultato       |
| ---- | ---------------------------------------------- | --------------------------------------------------- | ----------------------------------------------------------------------------- | --------------- |
| 2006 | 6th MBC Entertainment Awards                   | Daesang (Grand Prize)                               | Yoo Jae-suk                                                                   | Vincitore/trice |
| 2006 | 6th MBC Entertainment Awards                   | Best Programme; Voted By Netizen                    | TEO PD with entire directing crew of Muhan dojeon                             | Vincitore/trice |
| 2006 | 6th MBC Entertainment Awards                   | Distinguished Male Award                            | Haha                                                                          | Vincitore/trice |
| 2006 | 6th MBC Entertainment Awards                   | Excellence Award in a Variety Show                  | Park Myeong-su                                                                | Vincitore/trice |
| 2007 | MBC Programme Creating Award                   | Outstanding Entertainment Programme                 | TEO PD                                                                        | Vincitore/trice |
| 2007 | MBC Programme Creating Award                   | Best Programme                                      | TEO PD                                                                        | Vincitore/trice |
| 2007 | MBC Programme Creating Award                   | Meritorious Service Medal                           | TEO PD                                                                        | Vincitore/trice |
| 2007 | 7th MBC Entertainment Awards                   | Best Programme; Voted By Viewers                    | Muhan dojeon                                                                  | Vincitore/trice |
| 2007 | 7th MBC Entertainment Awards                   | Congeniality Award                                  | Park Myeong-su                                                                | Vincitore/trice |
| 2008 | 8th MBC Entertainment Awards                   | Best Variety Show                                   | Muhan dojeon                                                                  | Vincitore/trice |
| 2008 | 8th MBC Entertainment Awards                   | Outstanding Male Entertainer                        | Jeong Hyeong-don                                                              | Vincitore/trice |
| 2008 | 8th MBC Entertainment Awards                   | Special Award - Best Star                           | Jun Jin                                                                       | Vincitore/trice |
| 2008 | 89th National Athletic Competition             | Aerobic Amateur Club 6-People 2nd place             | Park Myeong-su                                                                | Vincitore/trice |
| 2008 | 44th Baeksang Arts Awards                      | Best Entertainment Program                          | Muhan dojeon                                                                  | Vincitore/trice |
| 2008 | 20th Korean Broadcasting Awards                | Best TV Entertainment Programme                     | TEO PD                                                                        | Vincitore/trice |
| 2009 | 9th MBC Entertainment Awards                   | Grand Prize (Daesang)                               | Yoo Jae-suk                                                                   | Vincitore/trice |
| 2009 | 9th MBC Entertainment Awards                   | Excellence Award in a Variety Show                  | Noh Hong-chul                                                                 | Vincitore/trice |
| 2009 | 9th MBC Entertainment Awards                   | Best New Male Entertainer                           | Gil Seong-joon                                                                | Vincitore/trice |
| 2009 | 9th MBC Entertainment Awards                   | PD Award                                            | Yoo Jae-suk                                                                   | Vincitore/trice |
| 2009 | 9th MBC Entertainment Awards                   | Producer of the Year                                | Muhan dojeon                                                                  | Vincitore/trice |
| 2009 | 9th MBC Entertainment Awards                   | People's Choice - Best Entertainment Program        | Muhan dojeon                                                                  | Vincitore/trice |
| 2009 | 36th Korean Broadcasting Awards                | Best TV (Programme) Director                        | TEO PD                                                                        | Vincitore/trice |
| 2009 | 36th Korean Broadcasting Awards                | Best TV Entertainment Programme                     | TEO PD                                                                        | Vincitore/trice |
| 2010 | 10th MBC Entertainment Awards                  | Daesang (Grand Prize)                               | Yoo Jae-suk                                                                   | Vincitore/trice |
| 2010 | 10th MBC Entertainment Awards                  | Top Excellence Award in a Variety Show              | Park Myeong-su                                                                | Vincitore/trice |
| 2010 | 10th MBC Entertainment Awards                  | Bizarre Award                                       | Park Myeong-su                                                                | Vincitore/trice |
| 2010 | 11th Korean National Assembly Awards           | Best TV Program of the Year                         | TEO PD with entire directing crew of Muhan dojeon                             | Vincitore/trice |
| 2010 | 22nd Korean Producers Awards                   | Best TV Entertainment Program                       | TEO PD with entire directing crew of Muhan dojeon                             | Vincitore/trice |
| 2011 | 11th MBC Entertainment Awards                  | Top Excellence Award in a Variety Show              | Yoo Jae-suk                                                                   | Vincitore/trice |
| 2011 | 11th MBC Entertainment Awards                  | "Best Couple" Award                                 | Park Myeong-su & Jeong Jun-ha                                                 | Vincitore/trice |
| 2011 | 11th MBC Entertainment Awards                  | Popularity Award                                    | Jung Jae-hyung                                                                | Vincitore/trice |
| 2011 | 53rd Annual National Rowing Championships      | 2000m Novice Inn (Special Award)                    | Muhan dojeon                                                                  | Vincitore/trice |
| 2011 | MelOn Music Awards                             | Hot Trend Award                                     | Muhan dojeon West Coast Highway Song Festival                                 | Vincitore/trice |
| 2011 | Korea Women Link blue media                    | Family Award (The Butterfly Effect Feature)         | Muhan dojeon                                                                  | Vincitore/trice |
| 2012 | 12th MBC Entertainment Awards                  | Daesang (Grand Prize)                               | Park Myeong-su                                                                | Vincitore/trice |
| 2012 | 12th MBC Entertainment Awards                  | PD Award                                            | Yoo Jae-suk                                                                   | Vincitore/trice |
| 2012 | 12th MBC Entertainment Awards                  | "Best Couple" Award                                 | Kim C & Jo Jung Chi                                                           | Vincitore/trice |
| 2013 | 13th MBC Entertainment Awards                  | Programme of the Year Award                         | Muhan dojeon                                                                  | Vincitore/trice |
| 2013 | 13th MBC Entertainment Awards                  | Popularity Award                                    | Noh Hong-chul                                                                 | Vincitore/trice |
| 2013 | 13th MBC Entertainment Awards                  | "Best Couple" Award                                 | Jeong Hyeong-don & G-Dragon                                                   | Vincitore/trice |
| 2013 | 13th MBC Entertainment Awards                  | Top Excellence Award in a Variety Show              | Jeong Hyeong-don                                                              | Vincitore/trice |
| 2013 | 49th Baeksang Arts Awards                      | Daesang (Grand Prize) for Television                | Yoo Jae-suk                                                                   | Vincitore/trice |
| 2014 | 14th MBC Entertainment Awards                  | Daesang (Grand Prize)                               | Yoo Jae-suk                                                                   | Vincitore/trice |
| 2014 | 14th MBC Entertainment Awards                  | People's Choice - Entertainment Program of the Year | Muhan dojeon                                                                  | Vincitore/trice |
| 2014 | 14th MBC Entertainment Awards                  | PD Award                                            | Haha                                                                          | Vincitore/trice |
| 2014 | 14th MBC Entertainment Awards                  | Top Excellence Award in a Variety Show              | Jeong Jun-ha                                                                  | Vincitore/trice |
| 2014 | MBC PD's Association                           | PD of the Year                                      | TEO PD                                                                        | Vincitore/trice |
| 2015 | 42nd Korea Broadcasting Awards                 | Daesang (Grand Prize)                               | Muhan dojeon                                                                  | Vincitore/trice |
| 2015 | Amnesty International Korean Media Awards 2015 | Media Award of the Year                             | Muhan dojeon                                                                  | Vincitore/trice |
| 2015 | 15th MBC Entertainment Awards                  | Best Writer Award                                   | Lee Eun-ju                                                                    | Vincitore/trice |
| 2015 | 15th MBC Entertainment Awards                  | Special Contribution Award                          | Muhan dojeon                                                                  | Vincitore/trice |
| 2015 | 15th MBC Entertainment Awards                  | Top Male Excellence for Variety Show                | Haha                                                                          | Vincitore/trice |
| 2015 | 15th MBC Entertainment Awards                  | People's Choice - Best Entertainment Program        | Muhan dojeon                                                                  | Vincitore/trice |
| 2015 | 15th MBC Entertainment Awards                  | Achievement Award                                   | Muhan dojeon (Park Myung-su, Jeong Jun-ha, Yoo Jae-suk, Haha, Hwang Kwanghee) | Vincitore/trice |
| 2015 | 51st Baeksang Arts Awards                      | Best Male Variety Performer                         | Jeong Hyeong-don                                                              | Candidato/a     |
| 2016 | 52nd Baeksang Arts Awards                      | Best Male Variety Performer                         | Jeong Jun-ha                                                                  | Candidato/a     |
| 2016 | 16th MBC Entertainment Awards                  | Daesang (Grand Prize)                               | Yoo Jae-suk                                                                   | Vincitore/trice |
| 2016 | 16th MBC Entertainment Awards                  | Daesang (Grand Prize)                               | Jeong Jun-ha                                                                  | Candidato/a     |
| 2016 | 16th MBC Entertainment Awards                  | Top Male Excellence Award in Variety Show           | Jeong Jun-ha                                                                  | Vincitore/trice |
| 2016 | 16th MBC Entertainment Awards                  | Top Male Excellence Award in Variety Show           | Yoo Jae-suk                                                                   | Candidato/a     |
| 2016 | 16th MBC Entertainment Awards                  | Male Excellence Award in Variety Show               | Hwang Kwanghee                                                                | Candidato/a     |
| 2016 | 16th MBC Entertainment Awards                  | People's Choice - Entertainment Program of the Year | Muhan dojeon (Kim Tae-ho PD)                                                  | Vincitore/trice |
| 2016 | 16th MBC Entertainment Awards                  | Popularity Award                                    | Yang Se-hyung                                                                 | Vincitore/trice |
| 2017 | 17th MBC Entertainment Awards                  | Daesang (Grand Prize)                               | Yoo Jae-suk                                                                   | Candidato/a     |
| 2017 | 17th MBC Entertainment Awards                  | Daesang (Grand Prize)                               | Park Myeong-su                                                                | Candidato/a     |
| 2017 | 17th MBC Entertainment Awards                  | People's Choice - Entertainment Program of the Year | Muhan dojeon                                                                  | Candidato/a     |
| 2017 | 17th MBC Entertainment Awards                  | Top Excellence Award, Variety Category              | Yoo Jae-suk                                                                   | Candidato/a     |
| 2017 | 17th MBC Entertainment Awards                  | Top Excellence Award, Variety Category              | Park Myeong-su                                                                | Vincitore/trice |
| 2017 | 17th MBC Entertainment Awards                  | Excellence Award, Variety Category                  | Yang Se-hyung                                                                 | Vincitore/trice |